# Борцов, Анатолий Анисимович
Анатолий Анисимович Борцов (8 декабря 1923, дер. Борцовы, Вятская губерния — 3 сентября 2003, Ацвеж, Кировская область) — телефонист 35-го отдельного гвардейского батальона связи, гвардии старший сержант; полный кавалер ордена Славы.

## Биография
Родился 8 декабря 1923 года в деревне Борцовы. Окончил 7 классов и школу Фабрично-заводского обучения. Работал бригадиром в Синегорском механическом лесопункте Кировской области, с 1941 года — в колхозе.
В феврале 1942 года был призван в Красную армию Свечинским райвоенкоматом. С августа того же года участвовал в боях с захватчиками. Боевой путь начал на Калининском фронте, воевал на Сталинградском, 3-м Украинском и 1-м Белорусском фронтах.
К осени 1943 года воевал в составе 35-й отдельной гвардейской роты связи 27-й гвардейской стрелковой дивизии. В составе этой части прошёл до Победы. 23 октября 1943 года получил первую боевую награду — медаль «За отвагу». В бою под огнём противника за 11 минут устранил 23 порыва линии связи.
19-20 марта 1944 года в боях за село Новая Одесса гвардии ефрейтор Борцов под огнём устранил 25 разрывов на линии связи, обеспечив бесперебойное управление полками.
Приказом по частям 27-й гвардейской стрелковой дивизии 23 апреля 1944 года гвардии ефрейтор Борцов Анатолий Анисимович награждён орденом Славы 3-й степени.
1 августа 1944 года гвардии ефрейтор Борцов в числе первых переправился через реку Висла близ населённого пункта Мнышев и установил связь с КП дивизии. Рискуя жизнью, устранил 4 повреждения провода. Во время переправы войск поддерживал устойчивую связь.
Приказом по войскам 8-й гвардейской армии от 19 сентября 1944 года гвардии ефрейтор Борцов Анатолий Анисимович награждён орденом Славы 2-й степени.
1 февраля 1945 года в уличных боях в городе Познань гвардии ефрейтор Борцов, обеспечивая связь НП командира дивизии с полками, дважды вступал в бой, уничтожил до 10 вражеских солдат, 1 офицера взял в плен. Был ранен, но не покинул поля боя. Был представлен к награждению орденом Славы 1-й степени.
После выздоровления вернулся в свою часть. На завершающем этапе войны гвардии сержант Борцов был командиром отделения 2-го телефонно-кабельного взвода того же батальона. За отличие в боях в ходе Берлинской операции был награждён орденом Красной Звезды.
Указом Президиума Верховного Совета СССР от 31 мая 1945 года за исключительное мужество, отвагу и бесстрашие, проявленные в боях с вражескими захватчиками гвардии ефрейтор Борцов Анатолий Анисимович награждён орденом Славы 1-й степени. Стал полным кавалером ордена Славы.
Участвовал в параде Победы на Красной площади в Москве, в составе сводного полка 1-го Белорусского фронта. В 1945 году вступил в ВКП(б)/КПСС. В 1947 году был демобилизован.
Вернулся на родину. Работал агентом по заготовке сельхозпродуктов, инструктором Свечинского райкома партии, старшим инспектором райфинотдела, председателем Рижского сельсовета Свечинского района. С 1957 года более 17 лет руководил колхозом «Память Ильича». За подъём экономики колхоза был награждён орденом и медалью. После выхода на заслуженный отдых продолжал работать в колхозе заведующим нефтебазой.
Жил в деревне Рига, последние годы — у дочери в селе Ацвеж Свечинского района. Скончался 3 сентября 2003 года.

### Семья
Дочь — Галина Анатольевна Борцова (Почуева)

## Награды
Награждён орденами Отечественной войны 1 степени, Трудового Красного Знамени, Красной Звезды, Славы 3-х степеней, медалями, в том числе медалями «За отвагу» и польской медалью «За Одер, Нису и Балтику».

## Память

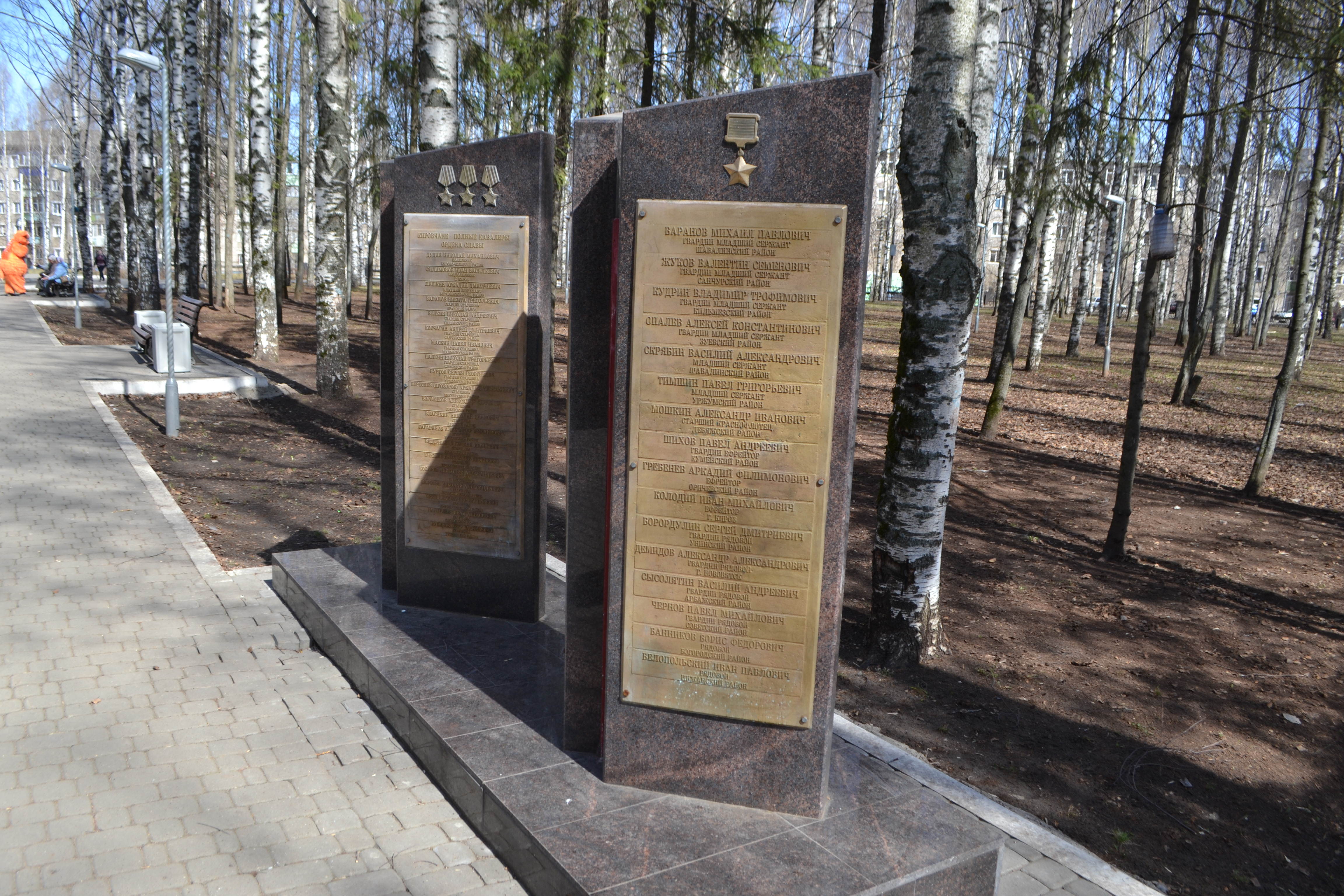
Имя Героя выбито на гранитной стеле на Аллее Славы в парке Победы города Кирова 2019.

- Имя Героя выбито на гранитной стеле на Аллее Славы в парке Победы города Кирова 2019.

## Комментарии
1. ↑  Деревня Борцовы в последующем входила в состав Рижского сельсовета Свечинского района Кировской области; упразднена 22.10.1984[2].